# Duden

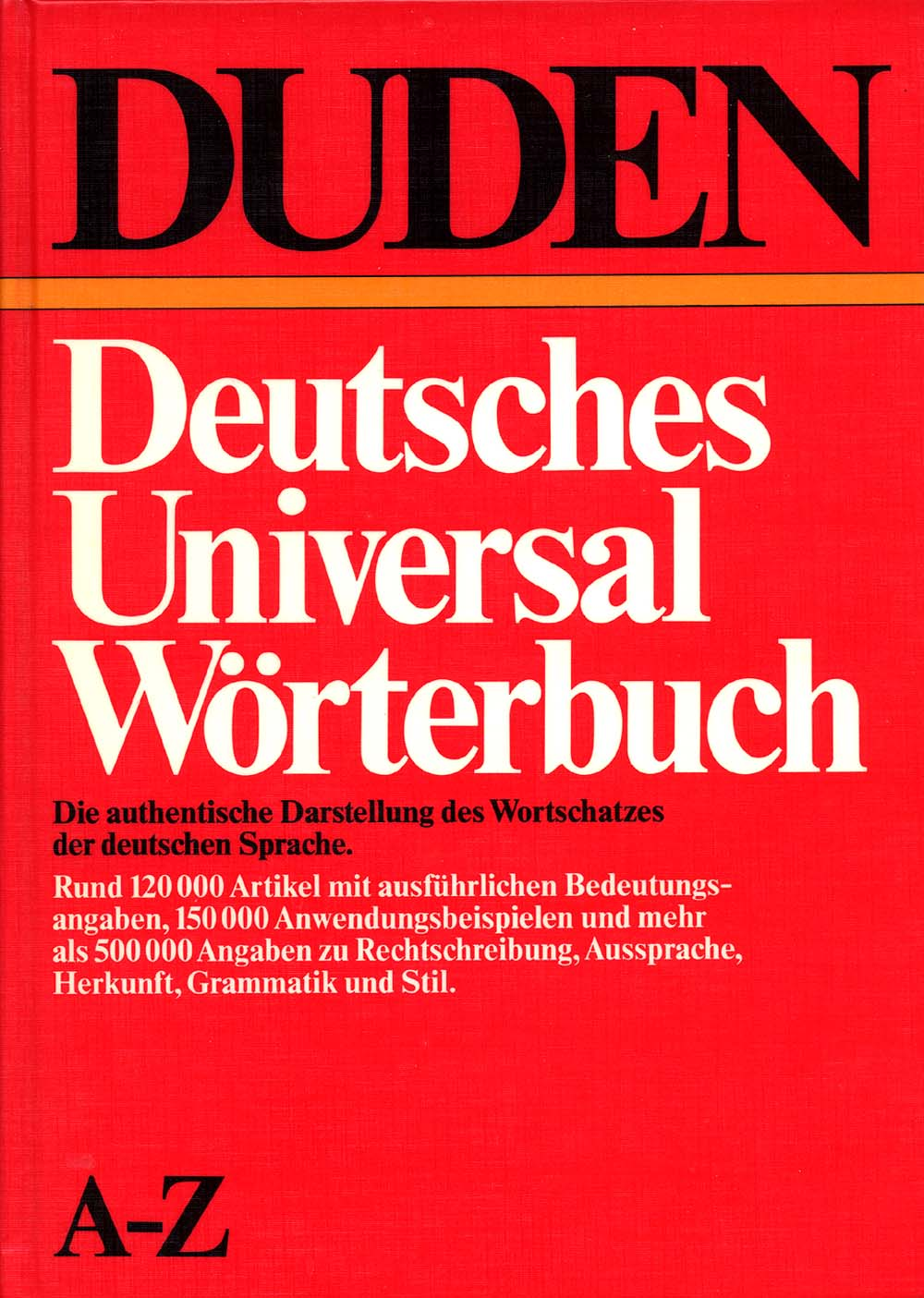
Omslag van het Duden-woordenboek uit 1983

De Duden is een officiële spellinggids voor de Duitse taal.
Het werk werd voor het eerst uitgegeven op 7 juli 1880 door Konrad Duden als Vollständiges Orthographisches Wörterbuch der deutschen Sprache (in Nederlands ruwweg: Volledig orthografisch woordenboek van de Duitse taal). De Duden fungeerde in de decennia daarna als handleiding voor de Duitse spelling. Vanaf 1955 tot aan de Duitse spellinghervorming van 1996 was de Duden bepalend voor de officiële spelling in Duitsland. In de 20e eeuw werd een serie gespecialiseerde woordenboeken gepubliceerd die alle de naam Duden dragen, waarvan het eerste boek Der Rechtschreibduden wordt genoemd (volledige officiële titel: Duden. Die deutsche Rechtschreibung). Naast spellingvoorschriften voorziet de hedendaagse Duden-reeks onder meer in woordverklaringen, etymologieën, gezegdes en richtlijnen voor onder meer notatiewijzen, grammatica, stijl en uitspraak. Deze gehele Duden-reeks bestaat thans uit twaalf boeken.